# Come mi vorrei
Come mi vorrei è il trentesimo  album in studio  della cantante italiana Iva Zanicchi, pubblicato nel 1991.
(Iva Zanicchi, Forte più forte)

## Il Disco
Nel 1991, dopo appena tre anni dalla pubblicazione di Nefertari e all'apice del successo televisivo del programma Ok, il prezzo è giusto, Iva decide di ritornare alle origini con quello che vuole essere una sorta di concept-album in cui, ancora una volta, è libera di abbandonarsi al proprio temperamento e al proprio gusto musicale, cioè lo stile Rhythm & blues e la musica nera in generale.
L'idea dell'album ricorda, infatti, molto da vicino quella dell'album Unchained Melody del 1969; lo stesso titolo Come mi vorrei gioca evidentemente sul titolo del suo primo grande successo discografico, Come ti vorrei (contenuto nell'album in una nuova versione) ma, nello stesso tempo, allude a ciò che Iva vorrebbe davvero essere, cioè una cantante blues.
Il disco, prodotto da Fausto Pinna, il suo attuale compagno, Alberto Radius e arrangiato dal maestro Sante Palumbo, contiene tre inediti che ricalcano  lo stile soul e blues: C'eri tu scritta da Mario Rosini La voce del blues, alla cui scrittura partecipa la stessa Iva, e Dieta blues, canzone autobiografica e ironica scritta da Bruno Lauzi con la collaborazione, anche in questo caso, della stessa cantante.
Il resto dei brani sono la reinterpretazione di brani celebri di famose cantanti americane o afro-americane soul e blues, come Tina Turner, Etta James e Barbara Streisand; fanno eccezione Pugni chiusi, brano del 1967 e interpretato, in origine, dal gruppo dei Ribelli e C'era una canzone, cover di Sitting on the dock of the bay di Otis Redding.

## Tracce
1. Forte più forte - 4:10 - (B. & R. Gibb-Migliacci) cover di Woman in love di Barbra Streisand
2. Nella notte - 3:30 - (Barry-Greenwich-Phil Spector-Pino Cassia)  cover di River deep mountain high di Ike e Tina Turner già inciso dalla Zanicchi negli anni 60 con il titolo Le montagne (Ci amiamo troppo)
3. Lei lei lei - 3:30 - (Covay-Avogadro) cover di Chain of fools di Aretha Franklin
4. La voce del blues - 2:42 - (Avogadro-Palumbo-Zanicchi)
5. C'eri tu - 4:33 - (M. Rosini-F. Artigiani-G. Andreetto)
6. Come ti vorrei - 2:53 (Russel-Specchia)
7. Pugni chiusi - 3:33 - (Gianni Dall'Aglio-Ricky Gianco-Luciano Beretta)
8. Più di così - 3:15 - (Goffin-King-Wilbur-Gianco)  cover di (You Make Me  Feel Like) A Natural Woman di Aretha Franklin
9. Ciao mama - 4:23 - (Carter-Lewis-Avigadro)  cover di Tell mama di Etta James
10. C'era una canzone - 4:43 - (Redding-Cropper-Avogadro)  cover di Sitting on the dock of the bay di Otis Redding
11. Dieta blues - 3:20 - (Lauzi-Zanicchi-Palumbo)

I brani Forte più forte, Nella notte, Ciao mama, Lei lei lei e La voce del blues sono stati usati come sigle di coda per il programma televisivo Ok, il prezzo è giusto!.

## Produzione
- Fausto Pinna – produzione
- Alberto Radius – produzione di sala
- Sante Palumbo – arrangiamenti e direzione orchestra (tracce 1-6, 8-11)
- Stefano Previsti – arrangiamenti e direzione orchestra (traccia 7)
- Gianni Prudente – mixaggio
- Pino Vicari – fonico

## Formazione
- Iva Zanicchi – voce
- Stefano Previsti – tastiera, programmazione
- Cosimo Fabiano – basso
- Alfredo Golino – batteria
- Mauro Gazzola – tastiera, programmazione
- Sante Palumbo – pianoforte
- Alberto Radius – chitarra
- Flaviano Cuffari – batteria
- Aida Cooper, Giulia Fasolino, Paola Folli – cori

## Stampe estere
| Anno di pubblicazione | Paese     | Titolo         | Etichetta |
| --------------------- | --------- | -------------- | --------- |
| 1992                  | Argentina | Come mi vorrei | Radio KO  |